# Хуршиџон Турсунов
Хуршиџон Турсунов (узб. Xurshidjon Tursunov, рус. Хуршиджон Турсунов; Навој, 5. август 1994) узбекистански је пливач чија ужа специјалност су трке слободним стилом на 100 и 200 метара.

## Спортска каријера
Турсунов је дебитовао на међународној пливачкој сцени 2012. као један од учесника Светског пренства у малим базенима одржаном у Истанбулу где му је најбољи резултат било 47. место испливано у квалификацијама трке на 400 слободно. Две године касније, на Азијским играма у Инчону освојио је и прву медаљу у каријери, бронзану, у трци штафета на 4×100 мешовито. 
На светским првенствима у великим базенима је дебитовао у Казању 2015. где је остварио пласмане на 46. место у квалификацијама трке на 200 слободно, односно 27. место у трци штафета 4×100 слободно. Наступио је и на светском првенству у Будимпешти 2017. где је остварио пласмане на 45. и 50. место у квалификационим тркама на 100 и 200 слободно, односно на 19. место у трци штафета на 4×100 слободно. 
Иако је требало да наступи и на светском првенству  у корејском Квангџуу 2019. Турсунов није учествовао на том такмичењу због повреде. 